# 福岡市ももち体育館
福岡市ももち体育館（ふくおかしももちたいいくかん、英: Momochi Gymnasium）は、福岡県福岡市早良区百道に所在する体育館である。

## 沿革
本体育館は当初、本館、ホール及び体育館からなるももちパレスの一部を構成する施設であり、1973年（昭和48年）9月28日に福岡県立勤労青少年文化センターの一部として開館した。2007年（平成19年）4月1日に本来の目的である勤労青少年の利用が少ないことから、勤労青少年文化センターの名称は廃止され、本館・ホールについては福岡県立ももち文化センターに改称され、体育館については、利用者の9割以上が福岡市民である実態を踏まえ、2007年6月29日に福岡市に譲渡、同年7月1日に福岡市ももち体育館として再び開館した。

## 施設概要
本体育館の施設は次の通り。

### 競技場
- 面積：1,080m2（30m×36m）
- 利用可能種目：バスケットボール、ミニバスケットボール（ゴールの高さ調節可能）、バドミントン、バレーボール、軽スポーツ、その他
- 観客席：なし

### 柔道場
- 面積：240m2（12m×20m）
- 利用可能種目：柔道、空手、武道系その他、体操・ダンス　など

### 剣道場
- 面積：240m2（12m×20m）
- 利用可能種目：剣道、なぎなた、空手、太極拳、武道系、卓球、体操・ダンス、舞踊、社交ダンスなど

### トレーニング室

#### ストレッチエリア
- 用具：バランスボールやストレッチボール等

#### 有酸素マシンエリア
- 主な設備：トレッドミル3台、フィットネスバイク2台、踏み台昇降マシン（商標：StairMaster）1台

#### フリーウエイト・マシンエリア
- 主な設備：ベンチプレス台2台、パワーラック1台、スミスマシン1台、各種筋力系マシン（レッグプレスマシン、ラットプルマシン等）、ダンベル1kg～32kg、バーベルプレート1.25kg～25kgまで

### 卓球場
- 卓球台3台常設

### 弓道場

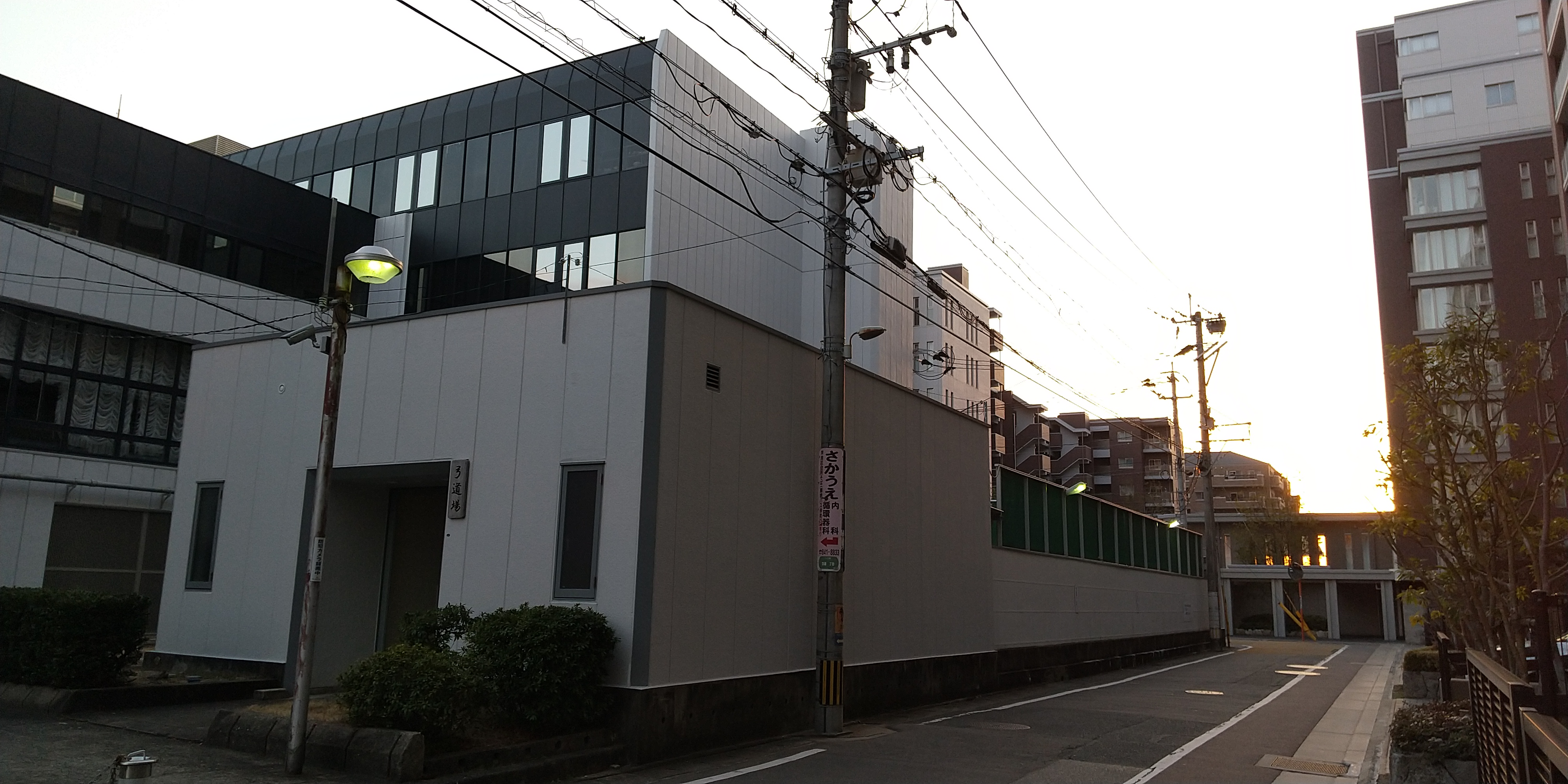
弓道場

- 的場1～4枚